# Йесика Фолкер
Йесика Фолкер (на шведски: Jessica Elisabeth Angelique Folcker) е популярна шведска поп изпълнителка.
Родена е в град Тебю, предградие (град-сателит) на Стокхолм на 9 юли 1975 г. Майка ѝ е шведка, а баща ѝ е сенегалец. Джесика посещава 6 години музикално училище, до навършването си на 17-годишна възраст. Нейната голяма мечта да стане певица е изпълнена, когато започва като беквокалистка на „Ейс ъф Бейс“ и Д-р Албан. През 1994 г. е избрана да представи Стокхолм на „Мис Швеция“.

## Музикална кариера
В дебютния си албум, наречен Jessica, реализиран през есента на 1998 година, тя работи с композитора и продуцент Макс Мартин (Max Martin) – автора на песента на Бритни Спиърс Baby One More Time. Албумът на Фолкер незабавно става хит и тя се превръща в международна звезда. Фолкер пътува до Азия за 6 седмици за дълго промоционално турне в: Япония, Филипините, Южна Корея, Тайван и Тайланд, постигайки високи продажби в региона, включително златни продажби. В Южна Корея, нейния римейк на Дейвид Фостър (David Foster) Goodbye е използван като тема на филма „Обещание“ (A Promise), и бързо се превръща в най-много пусканата песен по корейските радиа.
В Швеция, Фолкер застава начело в чартовете за сингли с How Will I Know Who You Are и Tell Me What You like, и двата сингъла с платинени продажби. Печели две награди на Наградите на голямото шведско музикално радио NRJ за: Най-добър артист на годината и за най-добра певица на годината. Нито един артист преди нея не е печелил повече от една награда.
През 2000 година, две години след реализирането на дебютния ѝ албум, излиза вторият албум на Джесика Фолкър, озаглавен Dino. Освен Европа и Азия, Джесика иска да покори и Съединените щати. Заради приликата на фамилията на Йесика Folcker като „Fucker“, тя променя фамилията си на Folker, без буквата „c“. Първият сингъл от албума на Джесика To Be Able To Love става минорен хит в Щатите благодарение на ремикса на DJ Jonathan Peters и скоро след това Джесика тръгва на клубно турне в Ню Йорк и Ню Джърси.
Друга от песните на Йесика – Lost Without Your Love – става мелодия на друг корейски филм Indian Summer. Джесика отново е на върха в южно корейския airplay чарт. През април 2001 година песента на Джесика Miracles е избрана за мелодия на Duch Fame Academy.
Йесика прави дебют в шведската селекция за Eurovision Song Contest през 2005 година. В Melodifestivalen 2005 тя представя Om natten. През 2006 година тя пробва отново и участва в трета полуфинална серия на Melodifestivalen 2006 с песента When Love's Comin' Back Again, но не успява да се класира на полуфинала.

## Дискография

### Албуми
- Jessica, Sony-BMG/Jive (1998)
- Dino, Sony-BMG/Jive (2000)
- På Svenska, Transistor Music (2005)
- Skin Close, Cosmos Records (2007)

### Сингли
- Tell Me What You Like (1998)
- How Will I Know (Who You Are) (1998)
- I Do (1999)
- Tell Me Why (1999)
- Goodbye (1999)
- Trehundra Dar (2000) (Blues с участието на Jessica Folcker)
- To Be Able To Love (2000)
- Lost Without Your Love (2000)
- Miracles (2001)
- Crash Like A Wrecking Ball (2001)
- (Crack It) Something Going On (Bomfunk MC's с участието на Jessica Folcker)(2002)
- Du Kunde Ha Varit Med Mig (2005)
- Om Natten (2005)
- Vad Gör Jag Nu (2005)
- En Annan Sång (2005)
- When Love's Comin' Back Again (2006)
- Snowflakes (2007)
- Gravity (2014)